# Jean-Baptiste Roustaing
Jean-Baptiste Roustaing (Bègles, 15 octobre 1805 - Bordeaux, 2 janvier 1879) est un avocat bordelais, auteur de plusieurs ouvrages juridiques. Contemporain d'Allan Kardec, par son ouvrage Les Quatre Evangiles – Spiritisme chrétien : ou Révélation de la révélation, il devient un acteur du mouvement spirite bordelais.

## Biographie

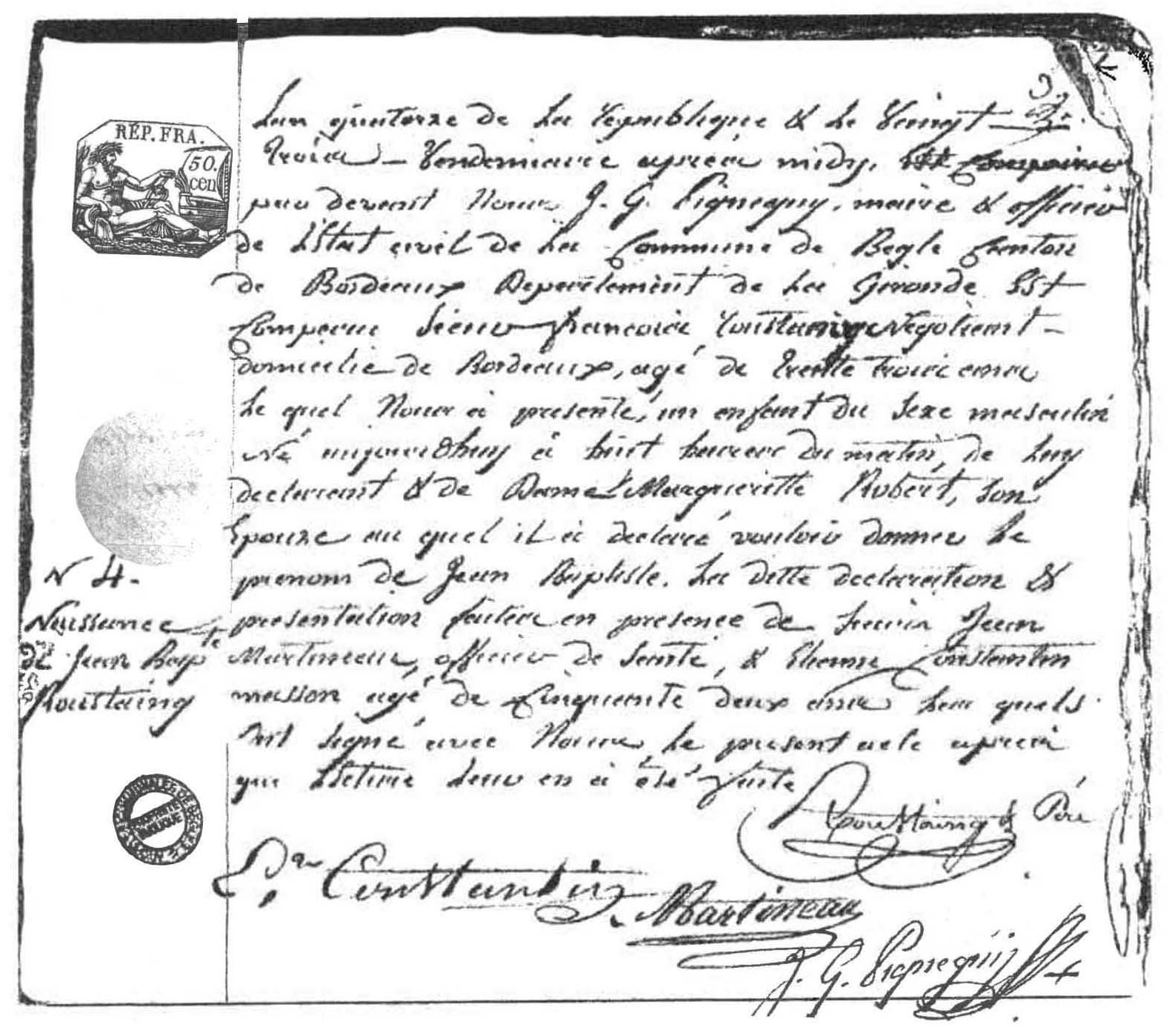
Fac-similé de l'acte de naissance de Jean-Baptiste Roustaing, 1805, France.

Né dans une famille de marchand, il est le fils de François Roustaing et de Margueritte Robert. Il avait trois frères : Joseph, Alfred et Jeanne.
Étudiant en droit au Collège Royal de Guyenne, il déménage à Toulouse, Toulon. Sa famille ne pouvant plus payer ses études, il enseigne les lettres, les sciences, la philosophie et les mathématiques. Obtenant sa licence de droit, il se rend à Paris où il finit par être diplômé en 1830.
Son inscription au barreau de Bordeaux, le 3 août 1847, marque son retour dans sa ville natale, qu'il ne quittera plus. Un an plus tard, le 11 août 1848, il préside durant un an le barreau de Bordeaux. Il est nommé secrétaire du Conseil pour l'année 1852-1853. Le 2 août 1855, il quitte les fonctions administratives de l'Ordre des Avocats.
Le 24 août 1850, il se marie à sa cousine Elisabeth Roustaing qui était devenue veuve.
Entre 1858 et 1861, une maladie le contraint à cesser ses activités d'avocat et à se consacrer à des œuvres caritatives, dans la région bordelaise, notamment à Targon et à Arbis où se situe sa propriété secondaire.
Jean-Baptiste Roustaing décède le 2 janvier 1879 à son domicile bordelais, no 17, rue Saint-Simon. Il est enterré au cimetière de la Chartreuse.
Devant le tribunal de Bordeaux, M. Battar, alors bâtonnier du barreau de Bordeaux lui adresse un éloge, soulignant ses qualités exceptionnelles d'avocat et de bienfaiteur envers les pauvres et les malades. Dans un ouvrage que ses « élèves » publieront trois ans plus tard, il est décrit comme « homme de cœur simple et d'esprit humble ».
N'ayant pas de descendants, son légataire, Jean Guérin, prévient la Revue Spirite de son décès dans une lettre insérée en l'état dans la rubrique nécrologique du mois de mars 1879.

## Contact avec le Spiritisme
Durant sa convalescence (1858-1861), Roustaing s'essaye aux tables tournantes avant de se pencher sur le spiritisme qu'Allan Kardec venait de codifier dans Le Livre des Esprits, encore tout juste publié. Bien que sceptique à ses débuts, il finit par étudier le sujet : 
« Minha primeira impressão foi a de incredulidade devida à ignorância, mas eu bem sabia que uma impressão não é uma opinião e não pode servir de base ao julgamento; que, para isso, é necessário, antes de tudo, nos coloquemos em situação de falar com pleno conhecimento de causa. (…) Sabia e sei ainda ser ato de insensatez aprovar ou repudiar, afirmar ou negar o que se não conhece em absoluto, ou o que se não conhece bastante, o que se não examinou suficientemente e aprofundou sob o duplo ponto de vista teórico e experimental, na medida das faculdades próprias, sem prevenções, sem idéias preconcebidas. »
— Jean-Baptiste Roustaing, Os Quatro Evangelhos (5ª ed., vol. I). Rio de Janeiro, ed. Federaçao Espirita Brasileira, 1971. p. 58.

« Ma première impression était celle de l'incrédulité due à l'ignorance, mais je savais bien qu'une impression n'est pas une opinion et ne peut servir de base à un jugement; que pour cela il faut d'abord se mettre en mesure de parler en toute connaissance de cause. [...] Je savais et je sais encore que c'est un acte de folie d'approuver ou de répudier, d'affirmer ou de nier ce que l'on ne sait pas du tout, ou ce que l'on ne sait pas assez, ce que l'on n'a pas suffisamment examiné et approfondi sous le double point de vue théorique et expérimental, dans la mesure de ses propres facultés, sans préventions, sans idées préconçues. »
— Les Quatre Evangiles
Ainsi, il a d'abord lu Le Livre des Esprits, l'acceptant dans son intégralité comme une révélation logique et rationnelle. Plus tard, il en fait de même avec Le Livre des Médiums, en l'acceptant également. Après avoir étudié et examiné ces ouvrages, il s'est tourné vers l'Histoire, des origines à nos jours, à la recherche de documents officiels sur les communications entre le monde spirituel et le monde corporel. Il consulte des ouvrages de philosophie profane et religieuse, des auteurs classiques à ceux du XVIIe siècle.  Dans le but d'analyser les croyances et les coutumes de l'époque, il a également étudié les textes d'écrivains et de poètes en relation avec l'immortalité et les communications avec les esprits. Il a illuminé l'Ancien et le Nouveau Testament comme jamais auparavant.
Afin de mieux connaître les phénomènes qu'il étudie, il se rapproche en juin 1861 d'Émile Sabo, fondateur de la Société Spirite de Bordeaux (1861) et du journal La Ruche Spirite Bordelaise (1863). Six mois plus tard, il rencontre le couple Emilie et Charles Collignon. Émilie Collignon sera la médium à l'aide de laquelle Roustaing écrira Les Quatre Evangiles – Spiritisme chrétien : ou Révélation de la révélation. Au terme de son étude sur la phénoménologie spirite, il conclut que ces manifestations sont des phénomènes naturels.
Dans une lettre adressé à Kardec qui sera publiée dans l'édition de juin 1861 de La Revue Spirite, Roustaing détaille :

« Après avoir étudié et compris, je connaissais le monde invisible comme connaît Paris, celui qui l'a étudié sur la carte. Par l'expérience, le travail et l'observation soutenue, j'ai connu le monde invisible et ses habitants comme connaît Paris celui qui l'a parcouru, mais sans avoir encore pénétré dans tous les coins de cette vaste capitale. Néanmoins, depuis le commencement du mois d'avril, grâce à la connaissance que vous m'avez procurée de l'excellent M. Sabo et de sa famille patriarcale, tous bons et vrais Spirites, j'ai pu travailler, et j'ai travaillé constamment chaque jour avec eux ou chez moi, en présence et avec le concours des adeptes de notre ville qui sont convaincus de la vérité du Spiritisme, bien que tous ne soient pas encore de fait et pratiquement Spirites.
M. Sabo vous a envoyé exactement le produit de nos travaux obtenus à titre d'enseignement par évocations ou par manifestations spontanées des Esprits supérieurs. Nous avons éprouvé autant de joie et de surprise que de confusion et d'humilité lorsque nous avons reçu ces enseignements si précieux et vraiment sublimes de tant d'Esprits élevés qui sont venus nous visiter ou nous ont envoyé des messagers pour parler en leur nom. »

— « Correspondance : Lettre de M. Roustaing, de Bordeaux », La Revue Spirite, juin 1861
Toujours en décembre 1861, lorsqu'il rencontre Collignon pour la deuxième fois, Roustaing reçoit un message psychographié par la médium semblable à celui que reçut Allan Kardec au terme de ses études ; Roustaing est invité à poursuivre son entreprise. Ainsi, il met en ordre les communications psychographiés par Émilie Collignon au sujet des Évangiles, du décalogue et de Jésus.
En mai 1865, avec tout le matériel déjà préparé, il reçoit des instructions des esprits qui l'assistaient en vue de la publication de l'ouvrage jusqu'au titre qui lui sera suggéré : Les Quatre Evangiles – Spiritisme chrétien. Toutefois, sans les consulter, il ajoute le sous-titre : « ou Révélation de la révélation ».
Dans le journal de l'Union Spirite Bordelaise, Auguste Bez déclare que la parution de cet ouvrage a lieu a deux moments de l'année 1866. Les deux premiers tomes paraissent le 5 avril et le dernier le 5 mai. Le nombre d'exemplaires imprimés n'est quant à lui pas connu.
Aussi bien aujourd'hui au Brésil qu'en France à la fin du XIXe siècle, son unique contribution à la littérature spirite reste controversée.

## Publications
- Les Quatre Evangiles – Spiritisme chrétien : ou Révélation de la révélation, Paris, Librairie centrale, 1866 (lire en ligne sur Gallica ).
- Les quatre Évangiles de J.-B. Roustaing : réponse à ses critiques et à ses adversaires, Bordeaux, J. Durand - imprimeur, 1882 (lire en ligne sur Gallica ). — ouvrage posthume édité par ses élèves.